# Hamm-Herringen
Hamm-Herringen ist ein Stadtbezirk der Stadt Hamm. Er hat 20.118 Einwohner, dies entspricht einer Einwohnerdichte von 1039 Einwohnern je km².

## Geographische Lage
Herringen liegt südlich der Lippe im Herzen der Region Westfalen auf einer Geländehöhe von 56,99 m ü. NN. Die Koordinaten 51° 39′ 6,5″ N, 7° 44′ 31,4″ O beziehen sich auf den Marktplatz und die dortige Pfarrkirche. Der Bezirk grenzt im Osten an Hamm-Mitte, im Süden an Pelkum, im Westen an die Städte Bergkamen und Werne (beide Kreis Unna), im Norden an die Stadt Werne und Bockum-Hövel. Durch den Bergbau bedingt ist das Bodenniveau in vielen Bereichen, auch in besiedelten niedriger als der Datteln-Hamm-Kanal und die Lippe.

## Geschichte
Das erste Mal urkundlich erwähnt wird Herringen in einer Urkunde vom 6. August 1032. Darin wird die Pfarrei Herringen der Abtei Deutz im heutigen Kölner Stadtteil übereignet. Der Ort sowie die Kirchengründung existieren aber mindestens seit dem 9. Jahrhundert. Im 19. Jahrhundert wandelte sich die bis dahin landwirtschaftlich geprägte Gemeinde in einen Industrieort am östlichen Ruhrgebietsrand. Kohlefunde führten 1901 zur Gründung der Zechen de Wendel / Heinrich-Robert (heute Bergwerk Ost); der Betrieb wurde jedoch am 30. September 2010 eingestellt. In der Folge stieg die Einwohnerzahl und die Siedlungsstruktur wurde städtischer. Am 6. Juni 1961 (Tag der Volkszählung) hatte die Gemeinde 14.769 Einwohner. Diese lebten auf 10,31 km². Herringen wurde jedoch am 1. Januar 1968 mit Pelkum durch § 3 Gesetz zur Neugliederung des Landkreises Unna zur neuen Großgemeinde Pelkum zusammengefasst. Mit der Gemeindegebietsreform vom 1. Januar 1975 (§ 44 Münster/Hamm-Gesetz) wurde diese in die Stadt Hamm eingemeindet, wobei Herringen als Stadtbezirk wieder von Pelkum getrennt wurde.

## Politik

### Wappen
Das Wappen zeigt auf in Gold rotem Grund von oben nach unten das Zeichen der Herren von Herringen, dann das Werkzeug der Bergleute und das Symbol für den Gutshof Isenbeck, der in der Gemeinde lag.

## Sehenswürdigkeiten
- Bergwerk Ost und Kissinger Höhe, beliebtes Ausflugsziel in der Region. Die ehemalige Bergehalde befindet sich jedoch größtenteils im Stadtbezirk Pelkum. Zukünftig soll das ehemalige Gelände des Bergwerk Ost in verschiedene Bereiche wie ein Kreativviertel umgebaut werden, zudem ist der Bau eines Amphitheaters geplant.
- Der bis jetzt größte Teil des Lippeparks auf dem ehemaligen Gelände von Schacht Franz.
- Sehenswert sind auch die denkmalgeschützten Kirche St. Petrus und Paulus und die St.-Victor-Kirche.

## Veranstaltungen
- Herringer Lichterbummel, jährlich am Ersten Advent rund um den Marktplatz als Einstieg in die Vorweihnachtszeit
- Maifest, immer Mitte Mai, veranstaltet von Herringer Geschäftsleuten und Vereinen
- Maikundgebung, die Veranstaltung zählt als größte dieser Art in Hamm
- Im Gewerbegebiet West findet ebenfalls jedes Jahr ein Fest von den ansässigen Geschäftsleuten statt
- Weihnachtsmarkt im Alten Bauhof, Mitte November
- Schützenfest, in Herringen gibt es insgesamt drei Schützenvereine, der älteste ist der Schützenverein Herringen Nordherringen 1863 e. V.

## Verkehr
Herringen ist über die Anschlussstelle Hamm/Bergkamen an die Bundesautobahn 1 angeschlossen; die Verbindung zur Bundesautobahn 2 erfolgt über das Kamener Kreuz oder die Anschlussstelle Bönen. Nächstgelegene Bahnhöfe sind der Hauptbahnhof Hamm oder der Haltepunkt Nordbögge an der Bahnstrecke Dortmund–Hamm. Ein Anschluss an das Wasserstraßennetz wird durch den Datteln-Hamm-Kanal gewährleistet.

## Wirtschaft
Seit 2006 ist die Firma Trinkgut mit einem großen Logistikzentrum im Stadtbezirk Herringen angesiedelt. Des Weiteren sind Salzgitter Mannesmann Precision (SMP) und Salzgitter Mannesmann Line Pipe (SMLP) mit ihren Werken ebenfalls ein wichtiger Arbeitgeber in der Region. Letztgenannte Firmen liegen direkt im Stadthafen Hamm am Datteln-Hamm-Kanal. Alle genannten Firmen befinden sich im Hammer Westen, der teilweise zum Stadtbezirk Herringen gehört.
Auf den Flächen des ehem. Schulzenhofes (im Winkel von Dortmunder Straße und Neufchateaustraße), dem sogenannten Lippe Carré, wurden verschiedene Geschäfte (Lebensmittel, Drogeriebedarf etc.) angesiedelt.

## Öffentliche Einrichtungen
Im Stadtbezirk liegen
- das Bürgeramt und die Bezirksvertretung
- eine Bezirksbücherei der Stadtbüchereien Hamm
- drei Grund-, zwei Haupt- und eine Sonderschule
- das Hallenbad „Lagune“ der Stadtwerke Hamm
- eine Polizeiwache (nur Bezirksdienst)
- eine Feuerwache

## Religion
Insgesamt sind jeweils ca. 30 % der Herringer Bürger evangelisch oder katholisch. Unter den evangelischen Bewohner in Herringen, das zur Grafschaft Mark gehörte, gab es traditionell sowohl Lutheraner als auch Reformierte. Seit der Preußischen Union 1817 sind diese Unterschiede aber verwischt.
Große Kirchengebäude sind die evangelischen Kirchen „St. Victor“ am Herringer Markt sowie die katholischen Kirchen Heilig-Kreuz in der Nähe des Marktplatzes und die St.Peter-und-Paul Kapelle in Nordherringen.
Bis 2007 waren die evangelischen Gemeinden in Herringen und der Westenheide (Apostel-Kirche) für ein paar Jahre zusammengefasst als Gemeinde „St. Victor“.
Weiterhin sind einige Herringer Mitglieder in Freikirchen oder, vor allem Spätaussiedler aus der ehemaligen Sowjetunion, Baptisten. Ein großes, modernes Gemeindezentrum dieser wurde in der Nähe der Kissinger Höhe errichtet. Ein kleiner Saal der evangelischen Freikirche befindet sich an der Fritz-Husemann-Straße.
Bis 2005 befand sich eine neuapostolische Kirche an der Beverkramerstraße, welche heute anderweitig genutzt wird.
Aufgrund vieler ehemaliger Gastarbeiter aus der Türkei und Marokko bekennen sich weitere 30 % der Bürger zum Islam. Die bekannteste Moschee steht an der Dortmunder Straße, hinter dieser ist eine neue Großmoschee in Bau.
Es gibt jeweils einen evangelischen und katholischen Friedhof. Für sonstige Konfessionen oder Menschen ohne Konfession hat man an der Kissinger Höhe den Parkfriedhof und in Nordherringen den Kommunalfriedhof errichtet.

## Sport
Herringen gilt als sehr sportlicher Stadtteil.
Der Fußball zählt wie in der gesamten Region zu den wichtigsten Freizeitaktivitäten vieler Menschen. Im Jahre 2003 schlossen sich die ehemaligen Vereine Fortuna Herringen und dem Herringer SV zusammen und gründeten den SV Fortuna Herringen 2003. Der Verein erbaute eine neue Sportanlage auf dem Brachgebiet von Schacht Franz. Besonders der Herringer SV hatte in früheren Zeiten in der alten Glückauf-Kampfbahn über 10.000 Zuschauer pro Spiel, besonders bei den Spielen gegen den Erzrivalen Hammer SpVg.
Herringen gilt außerdem als Hochburg des Rollhockey. Die Herren des SK Germania Herringen zählen zur Spitze in Deutschland. Der große Erfolg der Herren blieb bis 2007 aus, bis man erstmals im Europacup spielte, im Ligahalbfinale stand und nach zwei spannenden Partien zu Pfingsten DRIV-Pokalsieger wurde. 2012/13 folgte in drei Finalspielen gegen die ERG Iserlohn erstmals der Gewinn der deutschen Meisterschaft und 2013/14 durch das Double der erneute Pokalgewinn im Finale gegen Iserlohn. Auch die Damen und insbesondere die Jugend konnten in den letzten Jahrzehnten einige wichtige Titel nach Herringen holen.
Eine Vielzahl weiterer Sportarten wird von verschiedenen Vereinen angeboten.